# Сеньория
Сеньория (на френски: Seigneurie) или Господство (на немски: Herrschaft, Herrlichkeit) е наименование на административно-териториална единица през Средновековието. Това е територия или съвкупност от поземлени имоти на един феодал (сеньор), който притежава пълните права на управление в него. Сеньорията се отличава от феода и наред с алода, е един от начините за реализиране на правата на сеньора (господаря).
Сеньорията е съвкупност от поземлени имоти, в чиито граници се упражнява правото на собственост, събирането на данъци и други периодични плащания. В известна степен тя унаследява характеристиките на римска вила от периода на Късната античност и в същото време е следствие от раздробяването на публичната власт малко преди 1000 година. Сеньорията отличава аристократите по време на Средновековието, като им осигурява икономическо, политическо и обществено превъзходство.

## Във Франция
В сеньорията е разположено имението на сеньора, а също така замък и църква. Сеньорът има правото да облага населението с данъци, да командва войската, да раздава правосъдие. Земята, мелницата и замъкът са негова собственост.
Изучаването на сеньорията е възможно само от началото на водене на писмени документи в Западна Европа, т.е. от XII век. Традиционно в историографията, в частност в изследванията на медиевиста Жорж Дюби, сеньориите са разделени на два типа – поземлена сеньория (на френски: seigneurie foncière), тоест в рамките на голям поземлен имот, и баналитетна сеньория, където главен източник на доходи за сеньора са разнообразни баналитетни сборове, събирани от задължителното ползване на ресурси на сеньора от страна на селяните (например мелница, фурна, воденица и др.)
Личното обръщение към княза на Монако днес е още Monseigneur (мой Господарю).

## В Свещената Римска империя и Германия
Германското Herrschaft е най-близък еквивалент на френското seigneurie, а на английски обикновено се превежда „господство“ (lordship) и означава конкретна територия, като господарят държи правата върху нея и жителите ѝ. Докато господарят (Herr) често е благородник, той може и да е с неблагороден произход като бюргер, или пък да е колективна организация като епископство, катедрален съвет, абатство или град.
В „allzeit neuesten Matrikel“ от 1521 г. са водени следните Имперски господства:
Хайдек, Стауфен, Хохкьонигсбург, Вадуц, Вайнсберг, Шварценберг, Епщайн, Долен-Изенбург, Полхайм, Райнек, Винебург, Аренберг, Финстинген, Оберщайн-Фалкенщайн, Даун-Оберщайн, Хоорн, Волкенщайн, Гера, Липе, Лозенщайн, Щайнфурт, Анхолт, Шпигелберг, Райхенщайн, Иселщайн, Шьонбург, Дегенберг, Зомерау, Райфершайд, Берген и Вален, Хевен, Вилденфелс, Крихинген, Рогендорф (Австрия), Кьонигсег цу Аулендорф, Кьонигсегерберг и Мьорсберг.